# 파이데이아
고대 그리스 문화에서 paideia (혹은 paedeia) (/paɪˈdeɪə/; 그리스어: παιδεία)는 폴리스에서 감당할 수 있는 육아와 교육의 이상적 숫자를 의미한다. 이 교육은 실용적이며 몇몇 교과목에 기초한 사회화에 집중되어 있다. 귀족계급 외에 시민들까지 포함한다. 현대 교육의 자유과 (예를 들어 수사학, 문법과 고대 그리스 철학 등)를 포함하며 산술 및 의학 등의 자연과학을 포함한다. 이상적이고 폴리스에서 성공적으로 교육받은 사람이라면 지적, 윤리적, 물리적으로 세련된 사람이며 체조와 레슬링 등은 음악, 고대 그리스 문학와 철학 못지않게 중요하게 생각되었다. 이런 접근은 그리스어권의 세계에서는 일반적이었으나 단 하나의 예외가 스파르타였다. 스파르타는 아고게라는 이름의 엄격하고 군사적인 교육을 시켰다.

## 파이데이아와 아레테
그리스인들은 파이데이아가 그리스 문화의 지적 수준을 높이는 귀족계급을 육성하기 위한 것이라고 생각했다. 그리스 젊은이와 문화는 kalos kagathos라는 이상에 맞게 담금질 되어야 했다. 중세의 기사도나 영국의 젠틀맨와 유사한 개념이다.
그리스어 파이데이아는 완벽 혹은 탁월함이다. 호메로스는 펠레우스와 아킬레우스에게 준비된 탁월함이라 가르쳤다. 말하자면 아레테. "아레테는 그리스 문화의 핵심 개념이다"
일리아스에서 호메로스는 그리스인과 트로이인의 용기와 체력의 우수성을 묘사한다. 호메로스는 또 오디세이아에서 승리를 위한 필수조건으로 정신력과 위트를 강조한다. 아레테는 영웅이 되기위한 부수적인 조건이며 성공과 승전을 위한 필수 조건이다. 적과, 괴수와 위험에 맞서 승리를 이끌어내기 위해 그의 손이 그의 머리를 버텨낼 수 있도록 해주는 능력이 아레테이다.
이런 사고방식은 문학 뿐 아니라 올림픽 등에서도 숭상되었다. 아레테는 그리스에서 만들어진 모든 것에 주입되었다. 이소크라테스 및 플라톤은 그리스에서 강력한 영향력을 가진 학파를 만들었는데 이들은 아레테의 의미를 더욱 확장시켰다. 그들은 현재 폴리스에서의 교육을 거부하고 누구도 범접할 수 없는 문화와 교육에서의 리더십을 구축하기 위해 수사학과 과학을 가르치기 위해 경쟁했다.
현대의 논의중에서는 독일계 미국인인 베르너 예게르의 대작 Paideia (1934)가 있다. 그는 여기서 호메로스부터 데모스테네스까지 그리스의 교육과 사상의 발전을 추적해나간다. 모티머 애들러는 서구 교육 시스템을 비판하면서 파이데이아를 원용했다.

## 파이데이아와 중용
그리스인들은 스스로 탐미주의자라 생각했으며 이것을 자신들의 미학에 투영해왔다. 그들은 자연미를 찬양했고 황금비(약 1.618)가 여러 자연현상에서 반복되어 나타남을 발견했다. 또 그들은 중용 (철학)을 중시하였다. 아름다움은 색, 빛, 그림자의 피상적인 것에 있는게 아니라 존재의 정수인 구조, 선, 비율에 담겨있다고 생각했다.
그리스인들은 모든 것에서 균형과 중용을 찾아내기 위해 노력했다. 중용은 그리스인들이 건축, 미술, 정치, 심리 등의 이상(파이데이아)을 표현하는 개념이다.
- 누구나 이 말들을 입에 머금으라. '너 자신을 알라' 그리고 '과한 것은 없는 것이다'[4] 델파이 신전에 써있는 말이다.
- 열심히 하는 것이 선이다[5]

## 같이 보기
- 아고게
- 서양고전학